# Haunach (Grundelbach)
Die Haunach ist ein kleiner, knapp 3 Kilometer langer Bach im bayerischen Naturpark Fränkische Schweiz-Veldensteiner Forst im Gebiet der Gemeinde Simmelsdorf, der an deren Dorf Hüttenbach von links und Nordwesten in den Grundelbach mündet. Der unterirdische Oberlauf des Baches wurde durch einen Steinbruch angeschnitten und bietet deshalb guten Einblick in diese wasseraktive Flusshöhle.

## Geographie

### Quelle
Die natürliche Quelle der Haunach ist durch ein Schotterwerk zerstört worden, heute entspringt der Bach am Fuß einer senkrechten Steinbruch-Abbauwand, etwa 20 Meter unterhalb des einstigen Bodenniveaus.

### Verlauf
Nach dem Austritt aus dem Schotterwerksgelände läuft der Bach in südöstlicher Richtung durch ein hier schon tief eingeschnittenes und enges Waldtal, dicht an der Staatsstraße 2241 entlang. Bei der Erneuerung eines Straßenabschnittes in diesem Tal wurde das Bachbett neu gestaltet. Kurz vor dem Ort Oberndorf weitet sich das Tal etwas, der Bach wird an seiner Westseite von Wiesen begleitet. Im Ort selbst nimmt die Haunach von links und von rechts zwei kürzere Zuflüsse auf, anschließend windet sich der Bach wieder durch Wiesen und landwirtschaftlich genutztes Gelände in einem schon merklich weiteren Tal in südsüdöstlicher Richtung weiter. Kurz vor seiner Mündung erreicht die Haunach das Dorf Hüttenbach, wo sie in dessen Tal in den Grundelbach mündet.
Sein etwa 2,7 km langer Lauf endet ungefähr 75 Höhenmeter unterhalb seiner Quelle, er hat somit ein mittleres Sohlgefälle von etwa 28 ‰.

### Einzugsgebiet
Das Einzugsgebiet ist etwa 6,9 km² groß, sein mit 604 m ü. NHN höchster Punkt liegt im gratartig ausgebildeten Waldberg Vogelherd  auf der östlichen Wasserscheide zum kleineren Grundelbach-Teileinzugsgebiet oberhalb des Haunach-Zulaufes. Der überwiegende Gebietsanteil liegt im Gemeindegebiet von Simmelsdorf, daneben hat nur mehr die Marktgemeinde Hiltpoltstein im Norden einen mehr als minimalen und gewässerlosen.

### Flusssystem Pegnitz
- Fließgewässer im Flusssystem Pegnitz